# Jules Delauré
Jules Delauré (1920 - 14 november 2008) was een Vlaams lokaal politicus voor de CVP die burgemeester van Holsbeek was.

## Biografie
Jules Delauré werd geboren als zoon van Frans Delauré en Nette Geleyns. Zijn oom, Frans Geleyns, was burgemeester van Linden. Mogelijk was dit zijn (politieke) voorbeeld.
Hij overleed op 88-jarige leeftijd. De uitvaartplechtigheid van Jules Delauré vond plaats op donderdag 20 november in de Sint-Caroluskerk te Holsbeek.

## Politieke carrière
Hij was dertig jaar actief in de gemeentepolitiek voor CVP. Van 1952 tot 1960 was hij gemeenteraadslid. Daarna was hij tien jaar schepen. In 1971 werd hij burgemeester van Holsbeek, een functie die hij bekleedde tot 1982. Hij was ook de eerste burgemeester na de gemeentelijke fusie. In 1982 nam hij afscheid van de gemeentepolitiek. Jules Delauré was gekend als een zeer sociaal bewogen man.
Als schepen van openbare werken en later als burgemeester van de huidige deelgemeente Holsbeek zorgde hij voor de uitbouw van het wegen en rioleringsnet. Ook de sportschuur werd tijdens zijn bestuursperiode gebouwd.
Later werd hij benoemd tot ere-burgemeester van Holsbeek.